# Jangchung-Sporthalle
Das Jangchung-Sporthalle ist eine große Sporthalle in Seoul, Südkorea.
Die Kapazität der Halle beträgt 7000 Sitzplätze. Sie wurde im Jahre 1963 erbaut.
Das Jangchung-Gymnasium beherbergte die Judo- und Taekwondo-Kämpfe der Olympischen Sommerspiele 1988. Im Badminton ist es traditionell Austragungsstätte hochkarätiger nationaler und internationaler Wettkämpfe.